# Vadonaria guilhoni
Vadonaria guilhoni är en skalbaggsart som beskrevs av Dewailly 1950. Vadonaria guilhoni ingår i släktet Vadonaria och familjen Melolonthidae. Inga underarter finns listade i Catalogue of Life.